# Casimiroa edulis
Casimiroa edulis La Llave, 1825 della famiglia delle Rutacee.
La pianta è originaria del Messico orientale e dell'America centrale. Localmente è nominata Zapote blanco (Sapote Bianco), ma il termine "sapote" (dal Nahuatl "tzapotl") è solo generico, nel senso che descrive, con diversi aggettivi, molti frutti diversi che abbiano la caratteristica di essere dolci e succosi. 
Esistono molti frutti, appartenenti anche a famiglie diverse (Sapotaceae, Ebenaceae, ecc.) che assumono tale nome comune.

## Descrizione

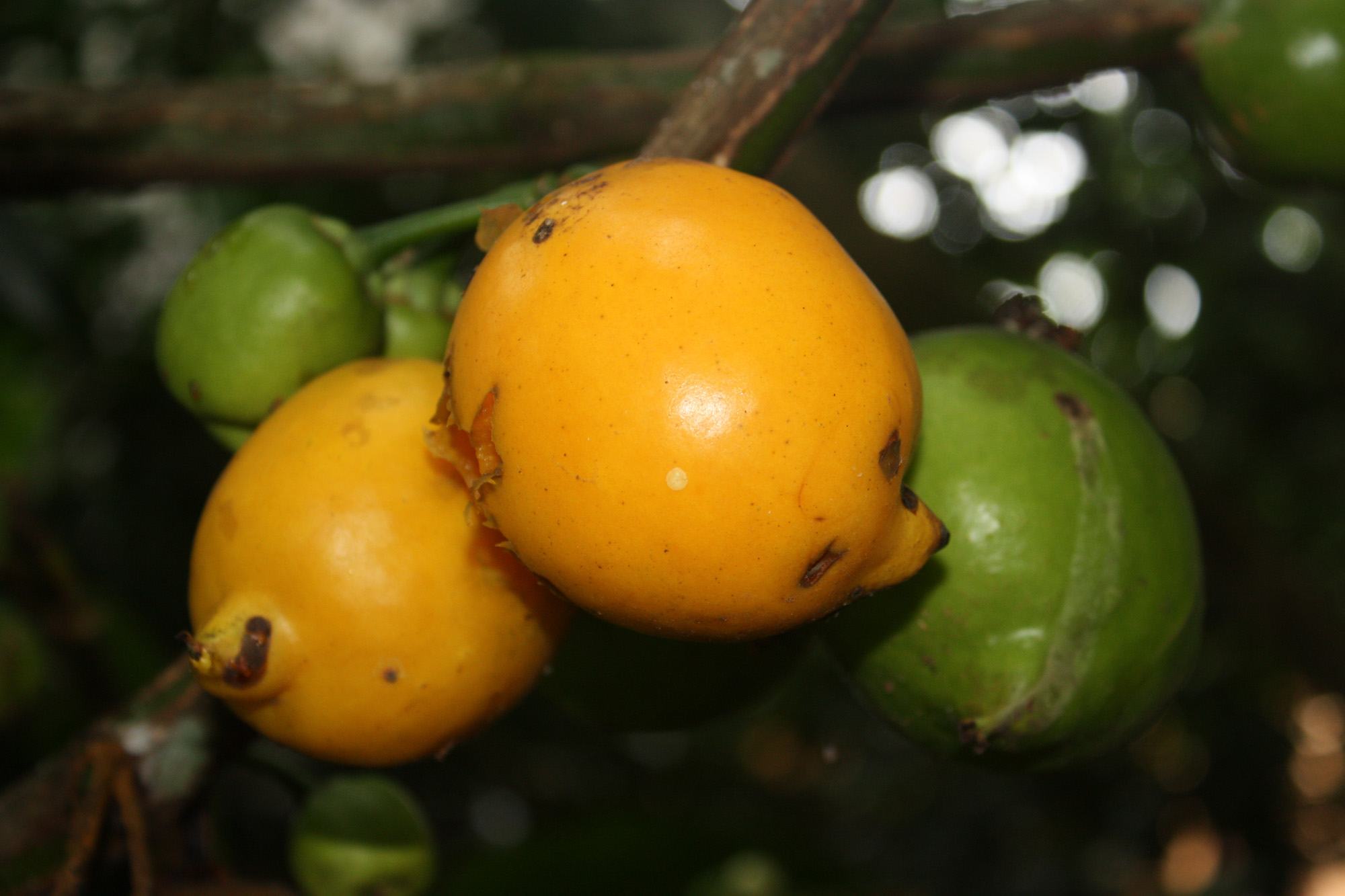
Frutti

È un albero sempreverde alto da 8 a 15 m, molto ramificato. Le sue foglie sono aromatiche, composte, con cinque foglioline rosso-rame e poi verdi, strette 2–3 cm, e lunghe da 10 a 18 cm.
In primavera sbocciano grappoli di fiori profumati verdi o bianchi.
Esistono principalmente due varietà, quella con i frutti (drupe) verdi, e quella a frutti gialli, con polpa rispettivamente bianca o giallastra. I frutti hanno un diametro da 6 a 12 cm, la polpa burrosa è commestibile, il seme è amaro, narcotico, e non è commestibile.

## Biologia
La pianta non ha particolari esigenze di suolo, resiste a -6 °C, specie se in suolo arido. Brusche gelate possono indurre caduta di foglie, senza gravi problemi.

## Alcaloidi
I frutti sono noti ai nativi per avere semi che inducono sonnolenza, sono infatti anche conosciuti come "sapote del sonno". La pianta era conosciuta per questo anche al tempo degli Aztechi.
La pianta è conosciuta molto poco, probabilmente anche altre parti della pianta (foglie, corteccia) contengono alcaloidi.
I semi devono la loro tossicità al contenuto in alcaloidi, che farmacologicamente potrebbero essere attivi come anticancerogeni; la loro attività è allo studio per il tumore del colon. Non si sono ancora definiti i bilanci degli effetti.

## Coltivazione
Sono state selezionate alcune varietà che presentano una ridotta capacità impollinatrice, mentre altre ne hanno in grande sovrabbondanza, ignorando questo fatto alcuni coltivatori ne hanno segnalato una difficile fruttificazione per esemplari isolati.
Di norma la pianta è tagliata da giovane a un metro di altezza allo scopo di indurre una forma già ramificata dalla base, e allargata, per limitare lo sviluppo in altezza.
È una pianta dalla crescita rapida, con legno debole.